# Фюрстенек
Фюрстенек (нім. Fürsteneck) — громада в Німеччині, знаходиться в землі Баварія. Підпорядковується адміністративному округу Нижня Баварія. Входить до складу району Фраюнг-Графенау. Складова частина об'єднання громад Перлесройт.
Площа — 10,42 км2. Населення становить 842 ос. (станом на 31 грудня 2020).

## Галерея

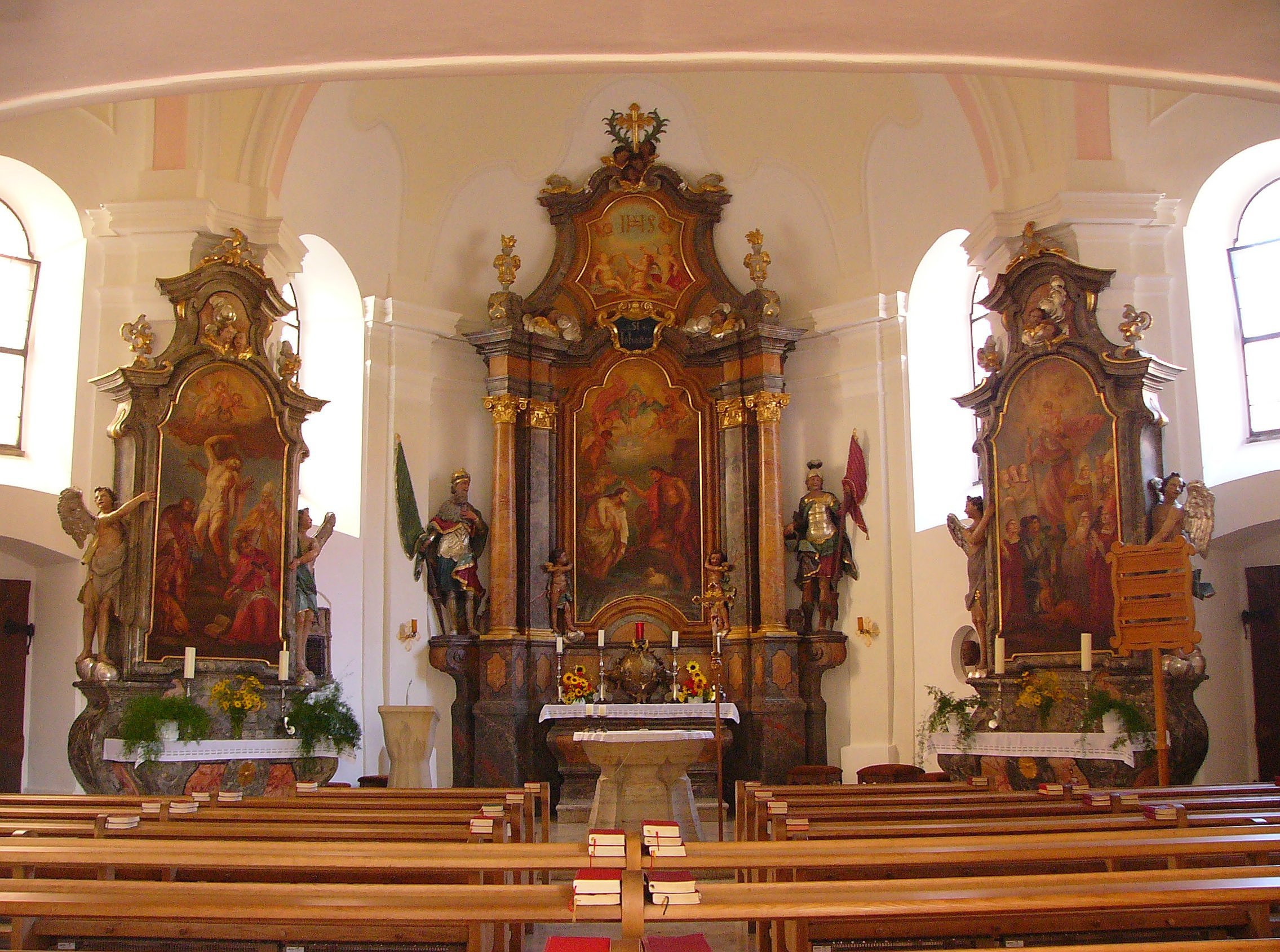
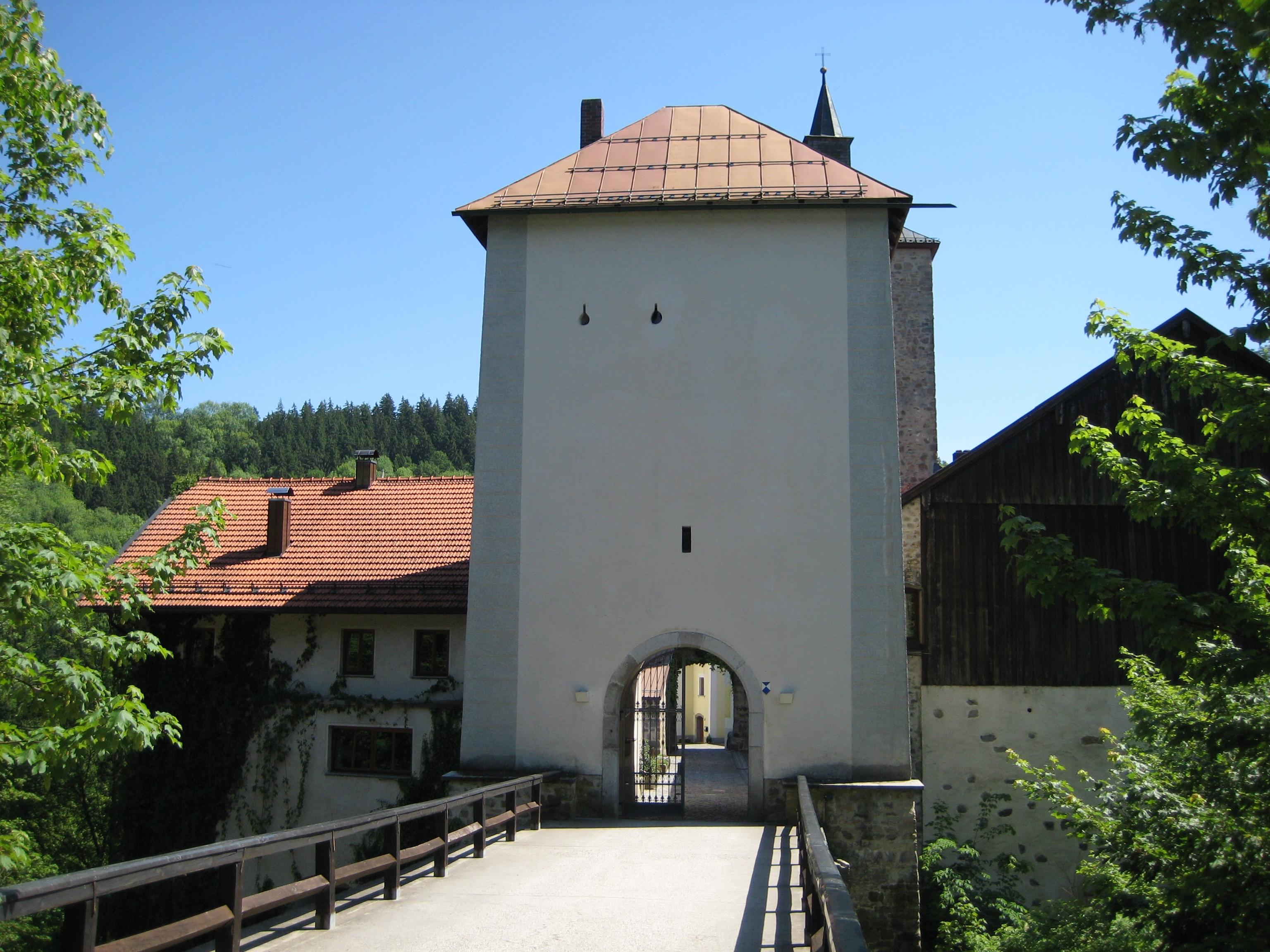
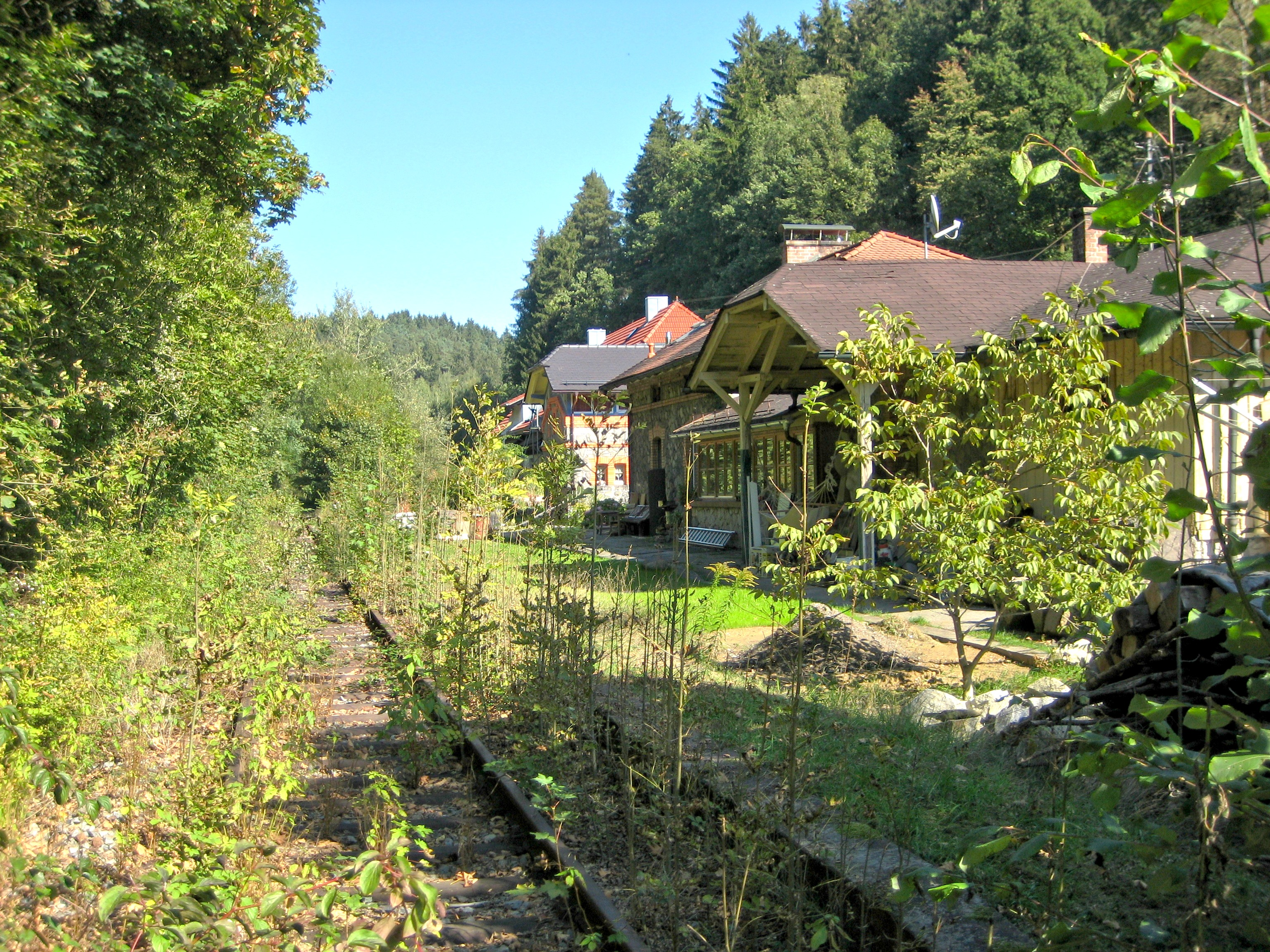